# Nicolae Grosu (membru al Sfatului Țării)
Nicolae Grosu (n. 20 mai 1890, Bardar, județul Chișinău, Basarabia – d. 1931) a fost un profesor și om politic român, care a făcut parte din Sfatul Țării din Basarabia.

## Biografie
Stabilit după război în București, cu ajutorul fratelui său Serjiu de la Paris, trimeteau lui Pantelimon Halippa cărți apărute în străinătate cu tematica Basarabiei.